# 組合充電系統

用於直流充電的組合連接器（僅使用Type 2 的信號針）和車輛上的組合入口（也允許交流充電）

組合充電系統（英語：Combined Charging System），簡稱CCS，包括使用CCS1（Combo 1）连接器或CCS2（Combo 2）连接器充電的电动汽车充電系統，充電功率最大可以到500kW。
CCS1（Combo 1）連接器及CCS2（Combo 2）连接器分別是衍生自Type 1（SAE J1772）連接器及Type 2（IEC 62196-2 Type 2）連接器，並且在这两種交流充電連接器的基礎上再增加直流端子，以進行大功率直流快速充电。
組合充電系統允許根據各個國家區域使用Type 1和Type 2連接器進行交流充電。該充電環境包括充電耦合器、充電通信、充電站、電動汽車以及用於充電過程的各種功能，例如負載平衡和充電授權。如果電動汽車或電動汽車供電設備 (EVSE) 根據 CCS 列出的標準支持交流或直流充電，則它們具有 CCS 功能。使用組合充電系統的汽车制造商包括：宝马、戴姆勒、FCA、福特、捷豹、通用、本田、現代、起亞、馬自達、MG、Polestar、雷諾、Rivian、特斯拉、塔塔汽車和大眾汽車等。
| 連接器               | CCS1（Combo 1）              | CCS2（Combo 2）                                                                    |
| -------------------- | ---------------------------- | ---------------------------------------------------------------------------------- |
| 通訊接口標準(交流AC) | 北美標準Type 1 （SAE J1772） | 歐洲標準Type 2 （IEC 62196-2 Type 2）                                              |
| 直流充電標準(DC)     | IEC 62196-3 EE               | IEC 62196-3 FF                                                                     |
| 電壓/安培            | 1000V/500A                   | 1000V/500A                                                                         |
| 最高功率             | 500kW以上                    | 500kW以上                                                                          |
| 採用地區             | 北美洲、韓國和台灣           | 歐洲、南美洲、南非、中東、澳洲和印度、泰國、馬來西亞、新加坡、香港、台灣等亞洲國家 |

## 歷史

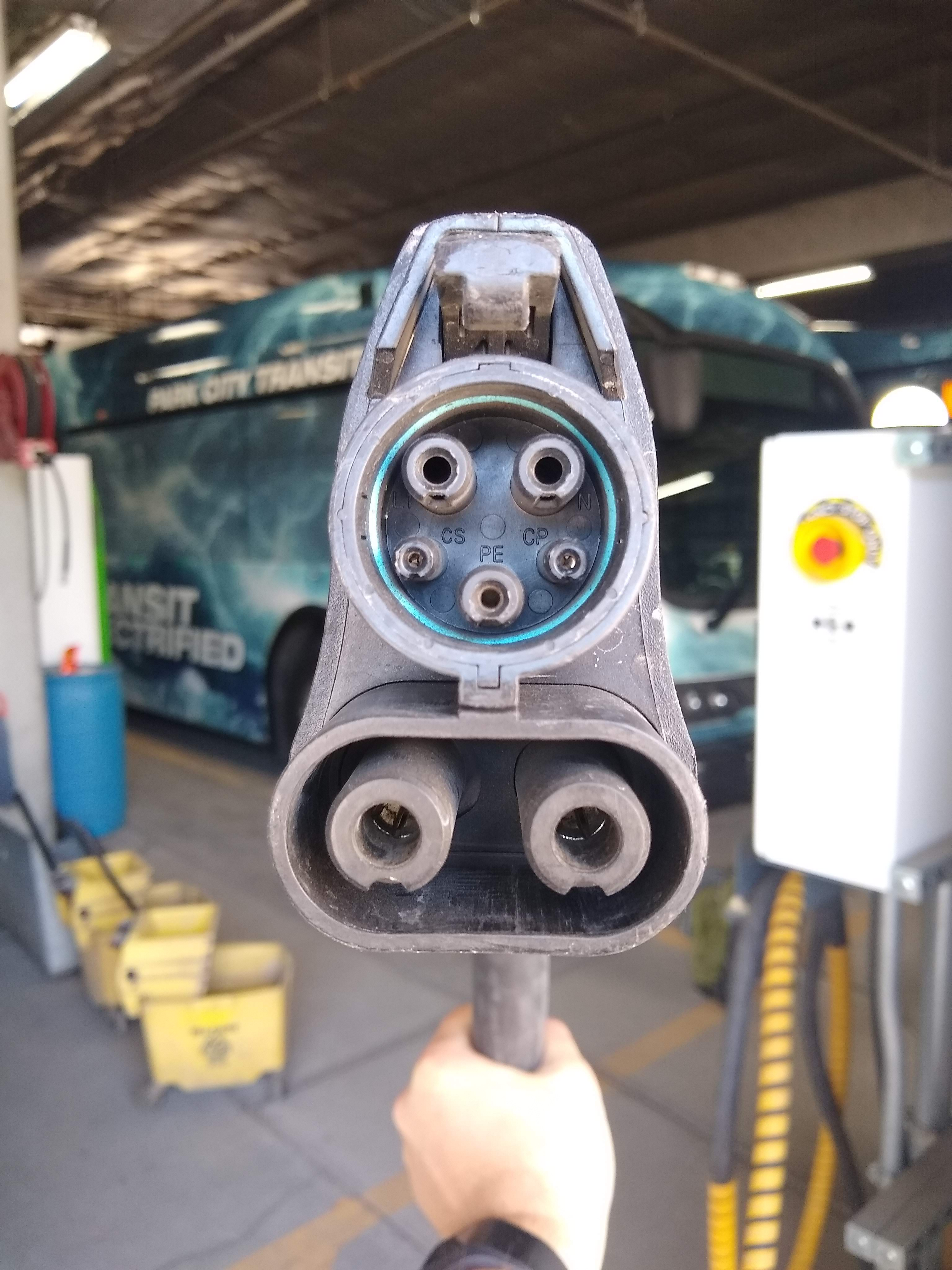
一個 CCS1 直流充電連接器，用於北美。 它是 J1772 標準交流充電連接器的擴展。

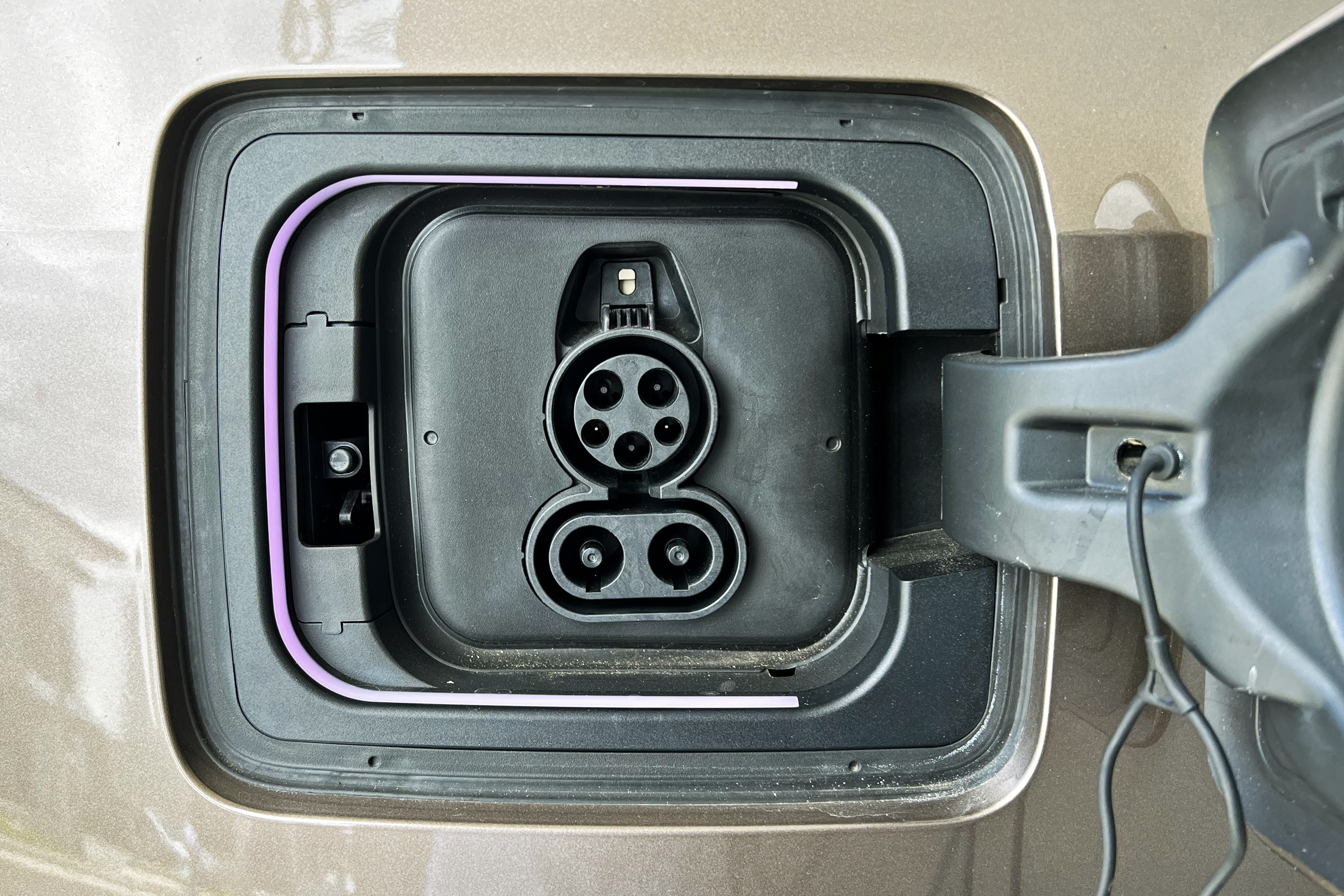
CCS1 Combo 1 車輛入口顯示 J1772 和兩個直流快速充電引腳。

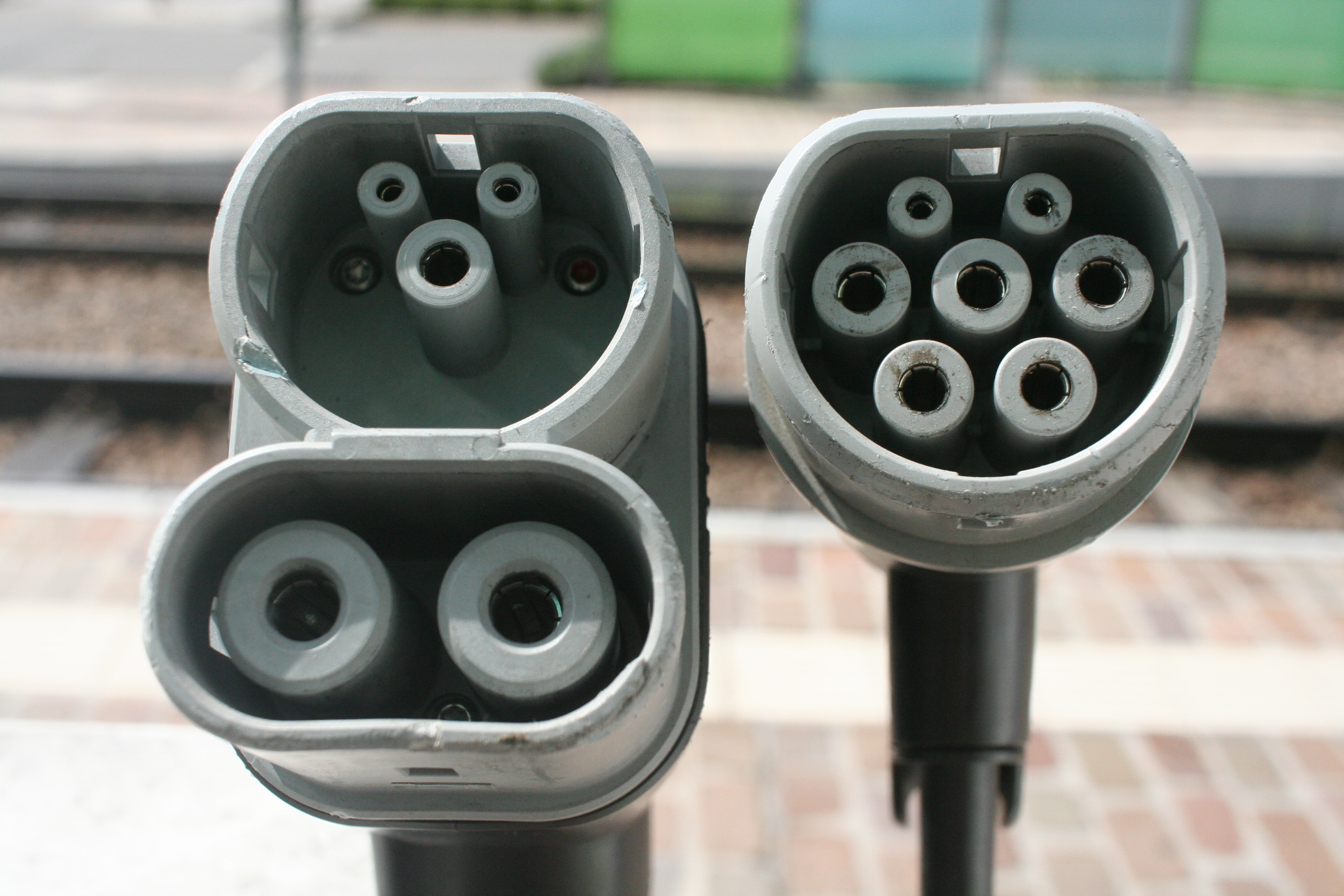
CCS2（左）与IEC 62196-2 Type 2（右）相比，CCS2下面添加了两个大的直流（DC）引脚，且仅保留了Type 2用于连结讯号的引脚。

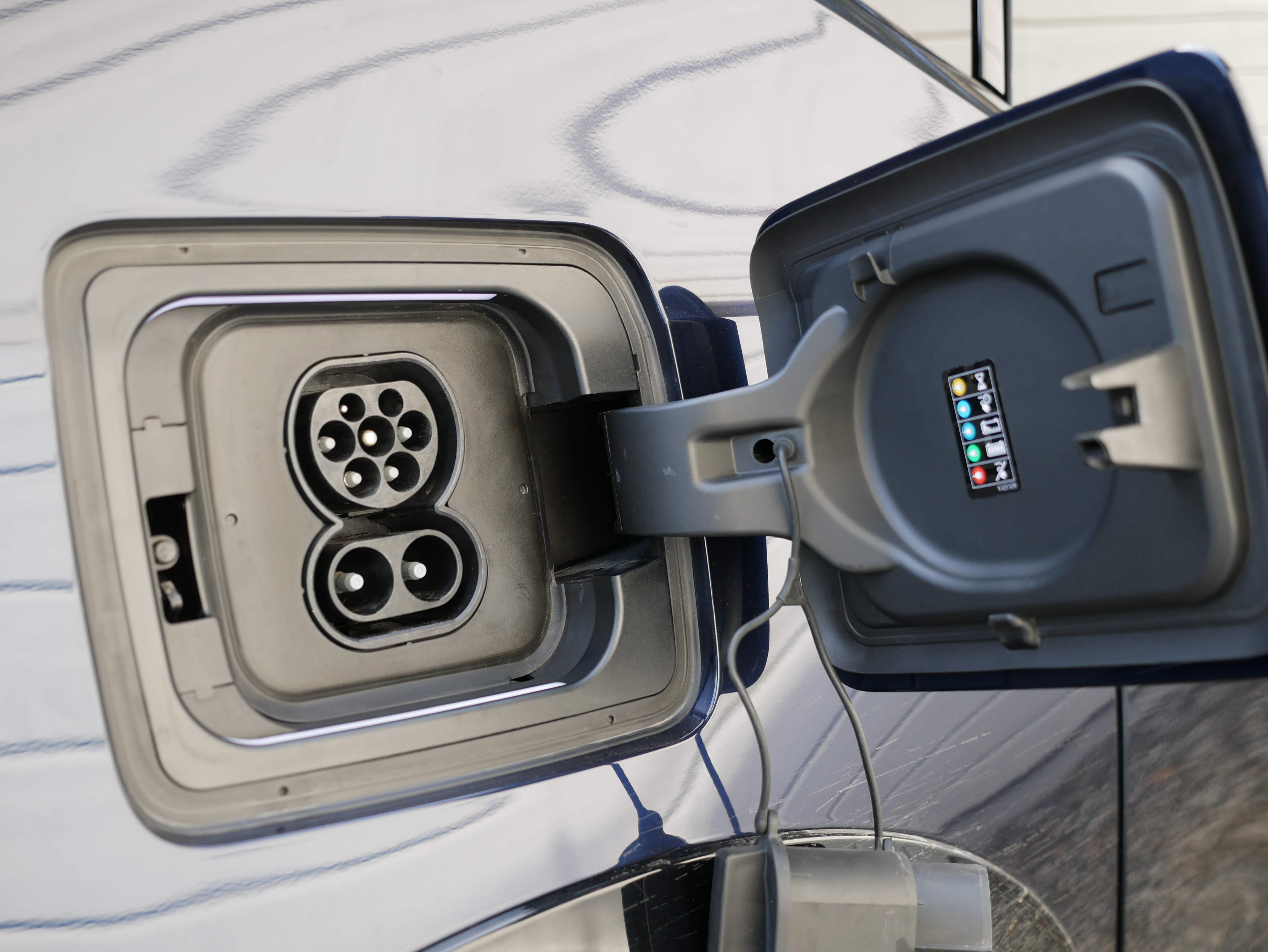
典型的組合充電系統（Combo 2）車輛入口。

電動汽車的逐漸普及刺激了充電站的部署。最初，他們使用世界各地的各種插頭接入豐富的交流電源。IEC 62196中針對高電流充電連接器的標準化帶來了各種系統：Type 1主要用於北美和日本，Type 2則用於歐洲與全球其他地方。對於直流充電，SAE和歐洲汽車工業協會(ACEA) 制定了一項計劃，將通用直流電線添加到現有的交流連接器類型中，以便只有一個“通用接口”適合所有直流充電站。
2011 年 10 月 12 日在巴登舉行的第 15 屆國際VDI大會（德國汽車工業協會）上公佈了“組合充電系統”(CCS) 提案。CCS 定義了車輛側的單一連接器模式，為 Type 1 或 Type 2 連接器提供了足夠的空間，並為雙針直流連接器提供了空間，允許以高達 200 安培的電流充電 。七家汽車製造商（奧迪、寶馬、戴姆勒、福特、通用汽車、保時捷和大眾汽車）於 2011 年底同意在 2012 年年中引入 CCS。2012 年 5 月，ACEA 批准了整個歐盟的 CCS2 連接器標準化 。當月晚些時候，ACEA 加入了歐洲汽車供應商協會(CLEPA) 和電力行業聯盟(EURELECTRIC)。同月，在洛杉磯的 EVS26上展示了高達 100 kW 的原型實施。IEC 62196-3 草案中的直流充電規範在高達 850 V 時提供高達 125 A 的範圍。
這七家汽車製造商還同意使用HomePlug GreenPHY作為通信協議。匹配插頭的原型由Phoenix Contact開發，目標是承受 10,000 次連接循環。標準化提案於 2011 年 1 月提交給 IEC。2009 年 9 月，寶馬、戴姆勒和大眾汽車在加州空氣資源委員會的聯合演示中提出了使用 PLC 協議進行Vehicle2Grid通信的請求ZEV 技術研討會。這與日本的CAN 總線提案（包括CHAdeMO) 和中國（GB/T 20234.3，一個單獨的直流連接器標準），他們的汽車製造商都沒有簽署 CCS。但是，中國已經參與了額外 DC 引腳開發的早期階段。
大眾汽車於 2013 年 6 月在沃爾夫斯堡建造了第一個提供 50 kW 直流電的公共 CCS 快速充電站，以試駕將配備用於 CCS 的直流快速充電器連接器的大眾汽車 E-Up 。兩週後，BMW 開設了第一個 CCS 快速充電站，以支持BMW i3。至少從2013年6月的第二屆EV世界峰會開始，CHAdeMO協會、大眾汽車和日產都提倡多標准直流充電器，因為雙協議充電站的額外成本僅為5%。
自2014年以來，歐盟要求在歐洲電動汽車充電網絡中提供 Type 2 或 CCS2 。
在德國，充電接口倡議e。V. ( CharIN ) 由汽車製造商和供應商（奧迪、寶馬、戴姆勒、Mennekes、歐寶、菲尼克斯電氣、保時捷、TÜV SÜD 和大眾汽車）創立，旨在促進 CCS 的採用。他們在一份新聞稿中指出，大多數汽車的充電速度不能超過 50kW，因此這是 2015 年建造的第一個共同功率輸出的 CCS 站點。下一步是他們在 10 月份展示的 150kW 輸出站的標準化2015 年，展望未來輸出功率為 350 kW 的系統。

## 技術設計

充電組件術語

### 規格版本
組合充電系統旨在根據客戶的需求進行開發。1.0 版涵蓋了 AC 和 DC 充電的當前通用功能，而 2.0 版則解決了近期和中期的未來。CCS 1.0 和 CCS 2.0 的規範和基礎標准在表 1 中描述了直流充電，在表 2 中描述了交流充電。
支持 CCS 的汽車製造商承諾在 2018 年遷移到 CCS 2.0。因此，建議充電站製造商從 2018 年起也支持 CCS 2.0。
CCS 3.0 的規範尚未精確定義。應保留以前版本的所有功能以確保向後兼容。潛在的附加功能包括：
1. 反向功率傳輸
2. 感應充電
3. 無線充電通訊
4. 帶“受電弓”集電器的公交車充電

### 充電通信
與取決於地區位置的連接器和插座不同，充電通信在全球範圍內都是相同的。通常可以區分兩種類型的通信。
基本信號 (BS) 是使用脈寬調製 (PWM) 信號完成的，該信號根據IEC 61851-1通過控制導頻 (CP) 觸點傳輸。此通信用於安全相關功能，例如指示連接器是否已插入、觸點是否帶電（或通電）以及充電站和電動汽車是否已準備好充電。僅使用 PWM 信號即可進行交流充電。在這種情況下，充電站使用 PWM 的佔空比來通知車載充電器充電站的最大可用電流（5% 的脈衝寬度表示應使用 HLC）。
高級通信 (HLC) 是通過調製 CP 觸點上的高頻信號（也稱為電力線通信或 PLC）來傳輸更複雜的信息來完成的，這些信息可用於 DC 充電或其他服務，例如“即插即用”或負載平衡。高級通信基於標準 DIN SPEC 70121 和ISO/IEC 15118 系列。

### 負載平衡
CCS 區分兩種負載平衡方法。
無功負載平衡允許將從電動汽車供電設備 (EVSE) 到 EV 的能量流瞬時更改為特定限值。
預定的負載平衡支持無功負載平衡，另外還支持從 EVSE 到 EV 的能量流規劃，例如隨時間變化的不同功率限制和成本指標。例如，它可以用於優化智能電網中的能量分配。

### 充電授權模式
對於收費授權，通常預見到兩種方法。
通過“即插即用”，用戶插入他們的車輛並啟動自動驗證和授權過程，無需任何進一步的用戶交互。付款是自動執行的。
“外部支付”，用戶需要在終端使用RFID卡進行身份識別，或者使用支付卡進行支付，才能進行計費。

### 車輛耦合器
車輛耦合器由安裝在柔性電纜末端的車輛連接器和位於車輛內的連接器對應的車輛入口組成。CCS 耦合器基於北美標準 Type 1 耦合器和歐洲標準 Type 2 耦合器，如 IEC 62196-2 中所述。組合充電系統的挑戰之一是開發一種與現有交流車輛連接器和附加直流觸點兼容的車輛插座。對於 Type 1 和 Type 2 ，這是通過在現有交流和通信觸點下方使用兩個額外的直流觸點擴展入口來實現的。由此產生的新配置通常稱為 Combo 1 和 Combo 2。
對於直流車輛連接器，CCS1 和 CCS2 之間的實現略有不同。在 CCS1 的情況下，連接器由兩個直流觸點擴展，而連接器的 Type 1 部分與交流觸點（L1 和N) 未使用。對於 CCS2，交流觸點（L1、L2、L3 和 N）已完全從連接器上移除，因此連接器的 Type 2 部分只剩下三個觸點——兩個通信觸點和一個保護接地。車輛入口可以保留 AC 觸點以允許非 CCS AC 充電。
在這兩種情況下，通信和保護接地功能都包含在連接器的原始 Type 1 或 Type 2 部分中。IEC 62196-2 中描述了 Type 1 和 Type 2 連接器，而 CCS1 和 CCS2 連接器在 IEC 62196-3 中描述為配置 EE 和 FF。

## 其他競爭標準
其他可以進行高功率直流充电的充电系统包括CHAdeMO（日本），国标推荐标准20234（中国）和特斯拉主導的美國新型標準「北美充電標準」 (NACS)。
制定和推廣組合充電系統（CCS）的CharIN協會推薦尚未制定充電規格共同標準的國家，建議採用更先進的 Type 2 與 CCS2 規格。